# Pallanuoto ai VII Giochi panamericani
Il VII torneo panamericano di pallanuoto è stato disputato dal 16 al 20 ottobre 1975 nel corso dei VII Giochi panamericani, evento ospitato per la seconda volta da Città del Messico.
Le cinque partecipanti hanno disputato un girone unico che ha assegnato il titolo. La nazionale di casa ha conquistato il suo unico titolo panamericano precedendo sul podio i detentori statunitensi e assicurandosi un posto ai Giochi olimpici del 1976.

## Risultati
| 16 ottobre 1975 | Cuba | 6 – 5 | Canada |  |

| 16 ottobre 1975 | Messico | 6 – 3 | Stati Uniti |  |

| 17 ottobre 1975 | Messico | 5 – 5 | Canada |  |

| 17 ottobre 1975 | Stati Uniti | 7 – 3 | Porto Rico |  |

| 18 ottobre 1975 | Stati Uniti | 3 – 1 | Cuba |  |

| 18 ottobre 1975 | Messico | 11 – 3 | Porto Rico |  |

| 19 ottobre 1975 | Stati Uniti | 6 – 5 | Canada |  |

| 19 ottobre 1975 | Cuba | 11 – 6 | Porto Rico |  |

| 20 ottobre 1975 | Canada | 10 – 4 | Porto Rico |  |

| 20 ottobre 1975 | Messico | 7 – 5 | Cuba |  |

## Classifica finale
|         | Squadra     | Punti | G | V | N | P | GF | GS | Diff |
| ------- | ----------- | ----- | - | - | - | - | -- | -- | ---- |
| Oro     | Messico     | 7     | 4 | 3 | 1 | 0 | 29 | 18 | +11  |
| Argento | Stati Uniti | 6     | 4 | 3 | 0 | 1 | 19 | 15 | +4   |
| Bronzo  | Cuba        | 4     | 4 | 2 | 0 | 2 | 23 | 21 | +2   |
| 4.      | Canada      | 3     | 4 | 1 | 1 | 2 | 25 | 21 | +4   |
| 5.      | Porto Rico  | 0     | 4 | 0 | 0 | 4 | 18 | 39 | -21  |

## Fonti
- (EN) Todor66.com - Sport statistics Archive, su todor66.com.